# Didjob Divungi Di Ndinge
Didjob Divungi Di Ndinge (* 5. Mai 1946 in Alombié) ist ein gabunischer Politiker und war von 1997 bis 2009 Vizepräsident Gabuns. Er gehört dem Volk der Bapunu an.

## Leben
Divungi Di Ndinge wurde am 5. Mai 1946 in Almobié in der Nähe von Port-Gentil geboren. Er ist von Beruf Elektroingenieur und begann 1972, für die Wasser- und Energiefirma SEEG zu arbeiten, zunächst als Assistent des Technikdirektors. 1974 wurde er Generaldirektor dieses Unternehmens und blieb es bis 1981. Von 1978 bis 1981 war er außerdem Ministerdelegierter und Berater des Präsidenten Omar Bongo. Danach übte er von 1981 bis 1990 das Amt des Ministers für Energie und hydraulische Ressourcen aus. 1990 ging er in die Opposition und wurde 1993 Generalsekretär der demokratischen und republikanischen Allianz (ADERE). Für diese Partei trat er im Dezember 1993 bei den Präsidentschaftswahlen in Gabun an, erhielt aber nur 2,2 % der Stimmen.
1996 wurde Divungi Di Ndinge Bürgermeister von Mouila und wurde bei den Parlamentswahlen im Dezember 1996 als Kandidat der ADERE in der Provinz Ngounié in die Nationalversammlung gewählt. Im Jahre 1997 ernannte ihn Präsident Bongo zum Vizepräsidenten von Gabun, woraufhin Divungi Di Ndinge vom Amt des Bürgermeisters von Mouila und als Abgeordneter in der Nationalversammlung zurücktrat. In seiner Funktion als Vizepräsident fungierte er als Stellvertreter des Präsidenten der Republik, war aber im Falle der Vakanz nicht der verfassungsmäßige Nachfolger des Präsidenten. Nach der Wiederwahl von Präsident Bongo bei den Präsidentschaftswahlen im Dezember 1998 trat er wie von der Verfassung vorgeschrieben zurück, wurde jedoch am 23. Januar 1999 wiederernannt, nachdem Bongos neue Amtszeit begonnen hatte.
Am 20. Januar 2003 überlebte Divungi Di Ndinge ein mutmaßliches Attentat am Flughafen Mouila. Nach den Präsidentschaftswahlen im November 2005 ernannte Präsident Bongo ihn im Januar 2006 erneut zum Vizepräsidenten. Am 10. Oktober 2007 wurde Divungi Di Ndinge wegen einer „plötzlichen Depression“ in das amerikanische Krankenhaus in Paris eingeliefert.
Nach dem Tod seiner Frau Édith Bongo im März 2009 gab das gabunische Fernsehen bekannt, dass Präsident Bongo seine Aktivitäten als Präsident vorübergehend aussetzen werde, um wieder „Kraft und Ruhe“ zu gewinnen. Daraufhin übernahm Divungi Di Ndinge die Aufgaben des Präsidenten von Gabun. Nach dem Tod Bongos im Juni 2009 übernahm die Präsidentin des Senats, Rose Francine Rogombé, verfassungsgemäß das Amt des Präsidenten von Gabun. Divungi Di Ndinge trat am 10. Juni 2009 zurück, wurde jedoch am 27. Juni 2009 von ihr erneut zum Vizepräsidenten Gabuns ernannt.
Am 21. Juli 2009 gab Divungi Di Ndinge bekannt, dass er  bei den Präsidentschaftswahlen am 30. Juni 2009 nicht kandidieren werde. Nachdem Bongos Sohn Ali-Ben Bongo Ondimba die Wahlen gewonnen hatte, entließ er Divungi Di Ndinge vom Amt des Vizepräsidenten. In Mouila eröffnete Divungi Di Ndinge das Hotel „Mukab“, welches früher eine Regierungsresidenz war.
Während der gewaltsamen Ausschreitungen aufgrund der Wiederwahl Bongos war Divungi Di Ndinge als Oppositionsführer kurzzeitig in der Wahlkampfzentrale des Oppositionskandidaten Jean Ping inhaftiert.

## Sonstiges
Divungi Di Ndinges Bruder Pierre Claver Divounguy übte zeitweise das Amt des Bürgermeisters von Port-Gentil aus.